# Čepelj
Čepelj (mađ. Csepel, nje. Tschepele) je četvrt grada Budimpešte u Mađarskoj. 

## Ime
Ime je dobilo prema prvom vlasniku ovog mjesta, Csepelu.

## Upravna organizacija
Upravno se poklapa sa XXI. okrugom. 
Službeno je postao dijelom Budimpešte 1. siječnja 1950. godine.

## Zemljopis
Nalazi se na 47°25' sjeverne zemljopisne širine i 19°05' istočne zemljopisne dužine, na dunavskom otoku Čepelju, južno od "uže" Budimpešte. Pokriva desetinu otoka.
Zahvaljujući toj činjenici, Čepelj je jedini dio Budimpešte koji nije niti u Budimu niti u Pešti.
U Čepelju živi oko 85 tisuća stanovnika.

## Promet
Podzemnom je željeznicom povezan sa središnjom Budimpeštom, a mostovi ga spajaju s južnim dijelovima Pešte, Ferencvárosa i Pesterzsébeta, dok trajekt poveziva Čepelj sa Soroksárom.

## Povijest
Naselje Čepelj bilježi hrvatske naseljenike još od predturskih vremena, a bilježi ih i sredinom 16. stoljeća. 
Čepelj je od 1692. do 1745. godine podružnica budimskih hrvatskih župa. 
Potkraj 18. stoljeća ga izvori spominju kao "njemačko-racko selo"
Narodna posebnost čepeljskih Hrvata se očuvala sve do kraja 20. stoljeća.  Zadnji govornici hrvatskoga jezika u Čepelju i Senandriji umrli su 1988. godine.
Kao zanimljivost, mađarski revolucionari iz 1956. godine imali su na ovom otoku, u ovom gradu, svoje zadnje uporište.

## Šport
U Čepelju djeluje klub Csepel SC.